# Aquarium de La Réunion

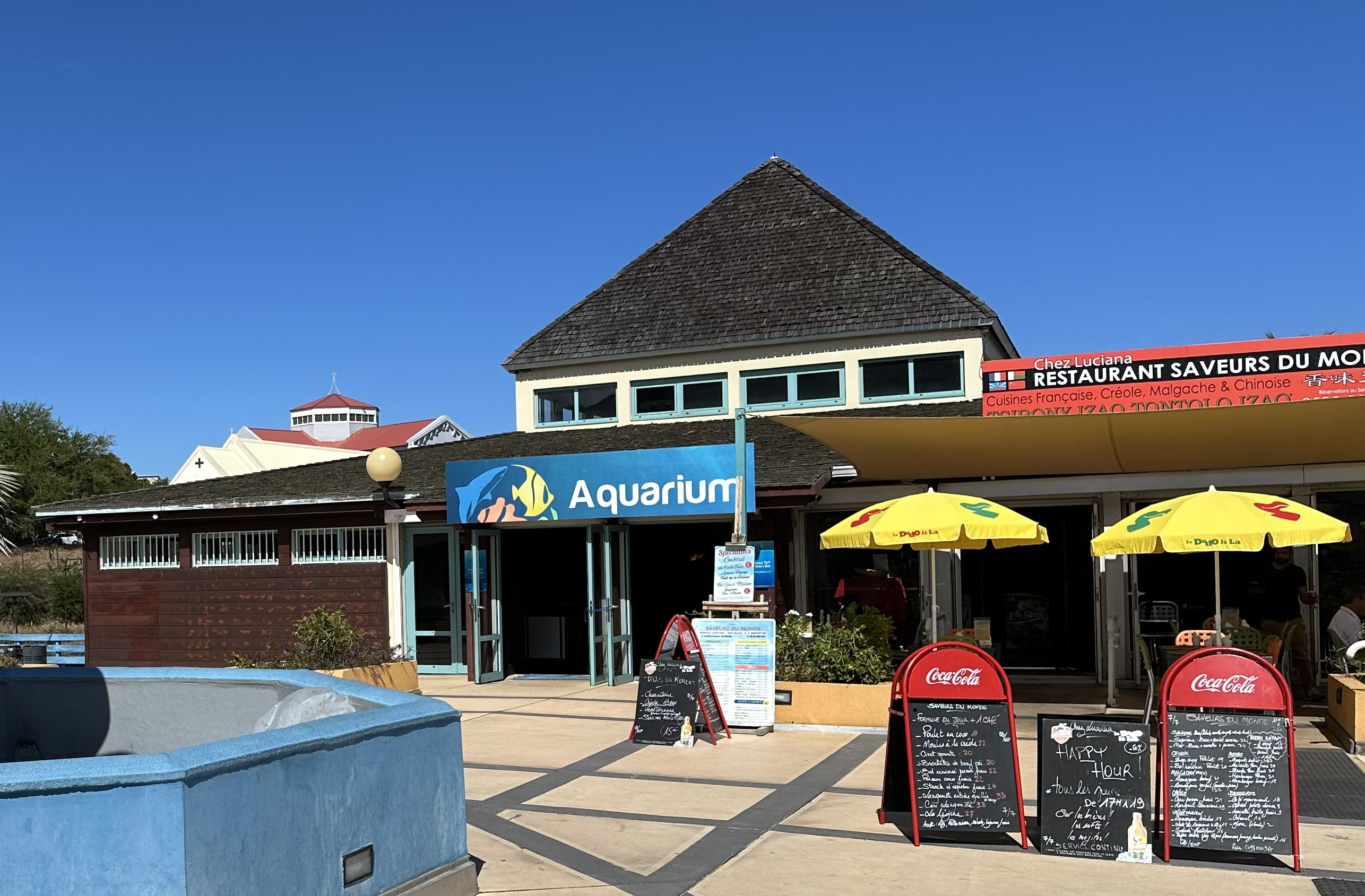
Aquarium de La Réunion, 2024

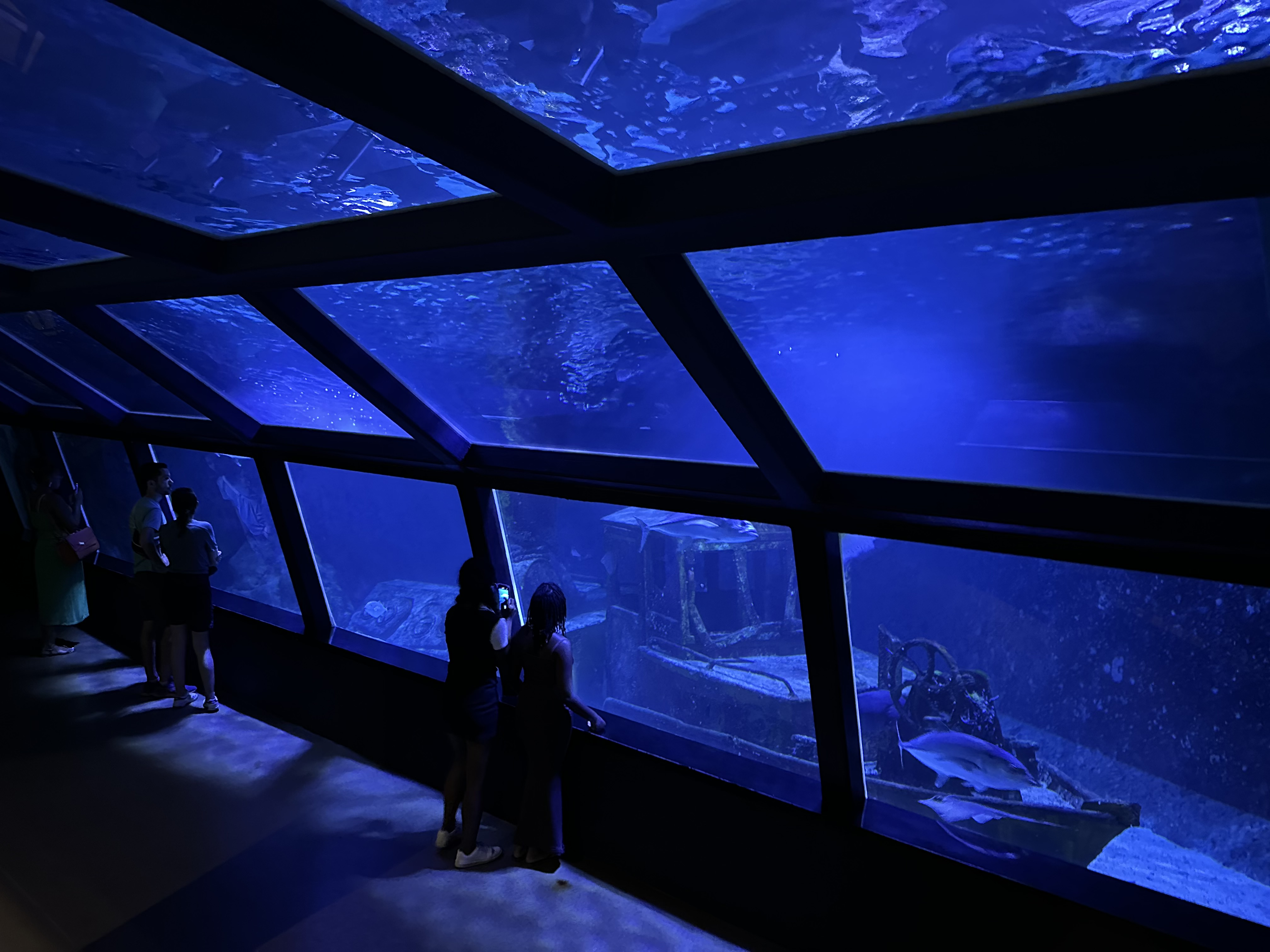
Innen

Das Aquarium de La Réunion ist ein Aquarium in Saint-Gilles-les-Bains auf Réunion.

## Lage
Das Aquarium befindet sich im Hafen von Saint-Gilles-les-Bains am linken Ufer des Ravine Saint-Gilles.

## Geschichte
Die Eröffnung des Aquariums erfolgte im Jahr 2000. Es wird von einer privaten Gesellschaft betrieben. Seit etwa 2005 werden auch Schulklassen durch das Aquarium geführt. Außerdem wurde der Laden des Hauses Boutique de la Mer eröffnet. Im Jahr 2014 wurde die Eingangshalle durch den Zyklon Béjisa zerstört und in der Zeit bis 2016 wieder aufgebaut. Mit Schülern der 3. und 4. Klasse der Ecole de Carosse wurde im September 2022 im nahegelegenen Hafen ein Meereslehrgebiet abgesteckt.

## Ausstellung
Die Ausstellung ist in fünf Bereiche unterteilt. Im ersten wird das Leben im Wasser an den Vulkanfelsen thematisiert. Dort sind Felsabhänge, ein Basaltbogen und ein Schiffswrack nachempfunden. Der zweite Bereich ist den Korallengärten gewidmet. Neben Korallenabhängen ist hier das Leben in Lagunen und Riffgrotten Thema. Im dritten Abschnitt werden die Tiefen des Riffs mit Spalten, Felsüberhängen und vulkanischen Höhlen behandelt. Der vierte Bereich hingegen befasst sich mit dem weiten Meer. In dem großen Aquarium ist ein versunkenes Schiff dargestellt und entsprechende Fische, darunter Haie, sind zu sehen. Der fünfte Abschnitt thematisiert die marine Artenvielfalt und ihren Schutz.
Insgesamt umfassen die verschiedenen Aquarien 600.000 Liter Meerwasser, in denen insgesamt etwa 2000 Tiere von ungefähr 200 Arten leben, darunter zehn verschiedene Hai- und Rochenarten. Die Arten stammen aus dem Indischen Ozean im Umfeld der Insel Réunion. Die erläuternden Texte an den Aquarien sind ausschließlich in Französisch gehalten, während das Online-Angebot auch in Deutsch besteht.
Das Aquarium hält umfangreiche pädagogische Angebote für Schulklassen bereit und bietet regelmäßige Aktionen und Vorführungen an. Es besteht ein Vorführraum mit 70 Plätzen, in dem Dokumentationen gezeigt werden, der aber auch als Konferenzraum genutzt wird. Darüber hinaus besteht ein Kunstbereich, in dem wechselnde Ausstellungen sich mit dem Thema Meer befassen.